# Röttenbach (Roth)
Röttenbach is een plaats in de Duitse deelstaat Beieren, en maakt deel uit van het Landkreis Roth.
Röttenbach telt 3.143 inwoners.
Abenberg · Allersberg · Büchenbach · Georgensgmünd · Greding · Heideck · Hilpoltstein · Kammerstein · Rednitzhembach · Rohr · Roth · Röttenbach · Spalt · Schwanstetten · Thalmässing · Wendelstein